# 德国13号高速公路
德国13号高速公路（Bundesautobahn 13，简称BAB 13或A 13）是德国的一条高速公路，始于首都柏林，终于德累斯頓。全长196千米，最初建于1931年。是欧洲E36和E55公路的一部分。